# سامانثا سيمبسون
سامانثا سيمبسون أو كما تعرف اختصارا باسم سام (بالإنجليزية: Samantha « Sam » Simpson)‏ هي الشخصية الرئيسية في مسلسل الرسوم المتحركة الجاسوسات وهي القائدة والعضو الأذكى والعقل المدبر في الفريق، أبتكرها دايفيد ميشيل وظهرت لأول مرة في 2001.

## المظهر
ترتدي سام الملابس الخضراء في كل مهمة، لديها عيون خضراء وشعر برتقالي طويل وكذلك هي طويلة القامة نسبيا.